# (46818) 1998 MZ24
1998 أم زد 24 (ويعرف أيضًا باسم (46818) 1998 أم زد 24 وفق تسمية الكوكب الصغير) (بالإنجليزية: 1998 MZ24)‏ هو كويكب ضمن حزام الكويكبات؛ وترتيبه 46818 من حيث الاكتشاف.
اكتُشف هذا الجُرم الفلكي بواسطة بحث لنكولن عن الكويكبات القريبة من الأرض في 24 يونيو 1998.

## وصلات خارجية
- (46818) 1998 MZ24 في قاعدة بيانات مختبر الدفع النفاث لأجرام النظام الشمسي الصغيرة

- الاكتشاف · مخطط المدار ·  العناصر المدارية · المعلمات المادية

- (46818) 1998 MZ24 على موقع ويكي سكاي: DSS2, SDSS, GALEX, IRAS, Hydrogen α, X-Ray, Astrophoto, Sky Map, Articles and images